# 帕格

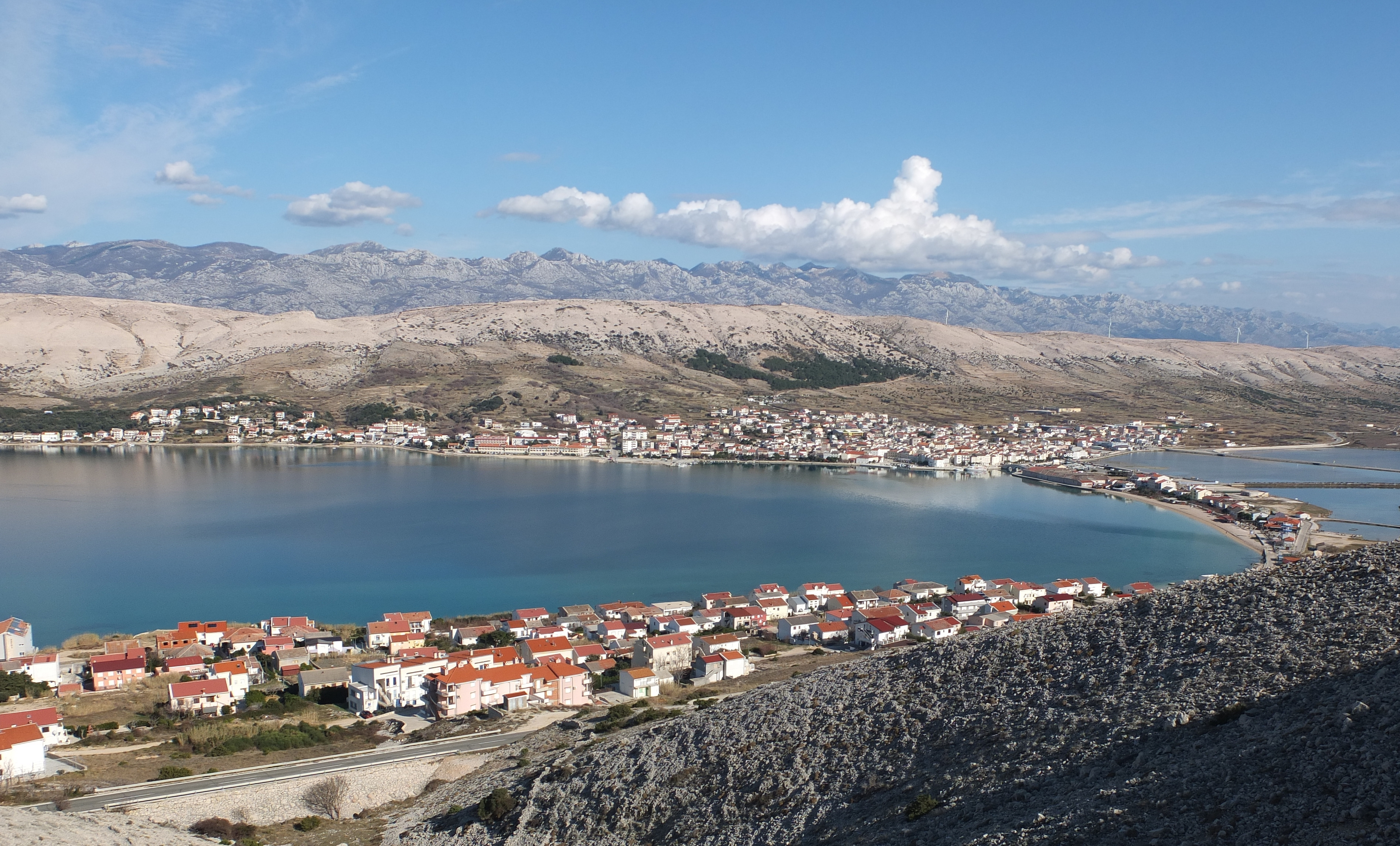

帕格是克羅地亞的城鎮，位於該國西部帕島東岸，由扎達爾縣負責管轄，該鎮在1394年被摧毀後重建，主要經濟活動是旅遊業，2001年人口4,350。

## 外部連結
- City of Pag （页面存档备份，存于）
- Tourist Board of Pag